# マックス・ポール
マックス・ポール（Max Pohl、1855年12月10日 - 1935年4月7日）は、ドイツの俳優。

## 出演作品
- カラマゾフの兄弟（フョードル）
- モンナ・ヴンナ